# 71461 Chowmeeyee
71461 Chowmeeyee este un asteroid din centura principală de asteroizi.

## Descriere
71461 Chowmeeyee este un asteroid din centura principală de asteroizi. A fost descoperit pe 28 ianuarie 2000 la Rock Finder de William Kwong Yu Yeung. Asteroidul prezintă o orbită caracterizată de o semiaxă mare de 3,08 ua, o excentricitate de 0,03 și o înclinație de 10,6° în raport cu ecliptica.